# فراگانیانو
فراگانیانو (به ایتالیایی: Fragagnano) یک کومونه در ایتالیا است که در استان تارانتو واقع شده‌است. فراگانیانو ۲۲ کیلومتر مربع مساحت و ۵٬۲۸۹ نفر جمعیت دارد و ۱۲۶ متر بالاتر از سطح دریا واقع شده‌است.